# Tunero (Ort)
Tunero (Tunu Ero, Tonero) ist ein osttimoresischer Ort im Suco Ilat-Laun (Verwaltungsamt Bobonaro, Gemeinde Bobonaro). Das Dorf liegt im Osten der Aldeia Tunero, auf einer Meereshöhe von 755 m, auf dem Westhang des Foho Ilat-Laun (1061 m). Nördlich liegt das Dorf Asubean, südlich führt die Straße in die kleine Siedlung Ulaga.

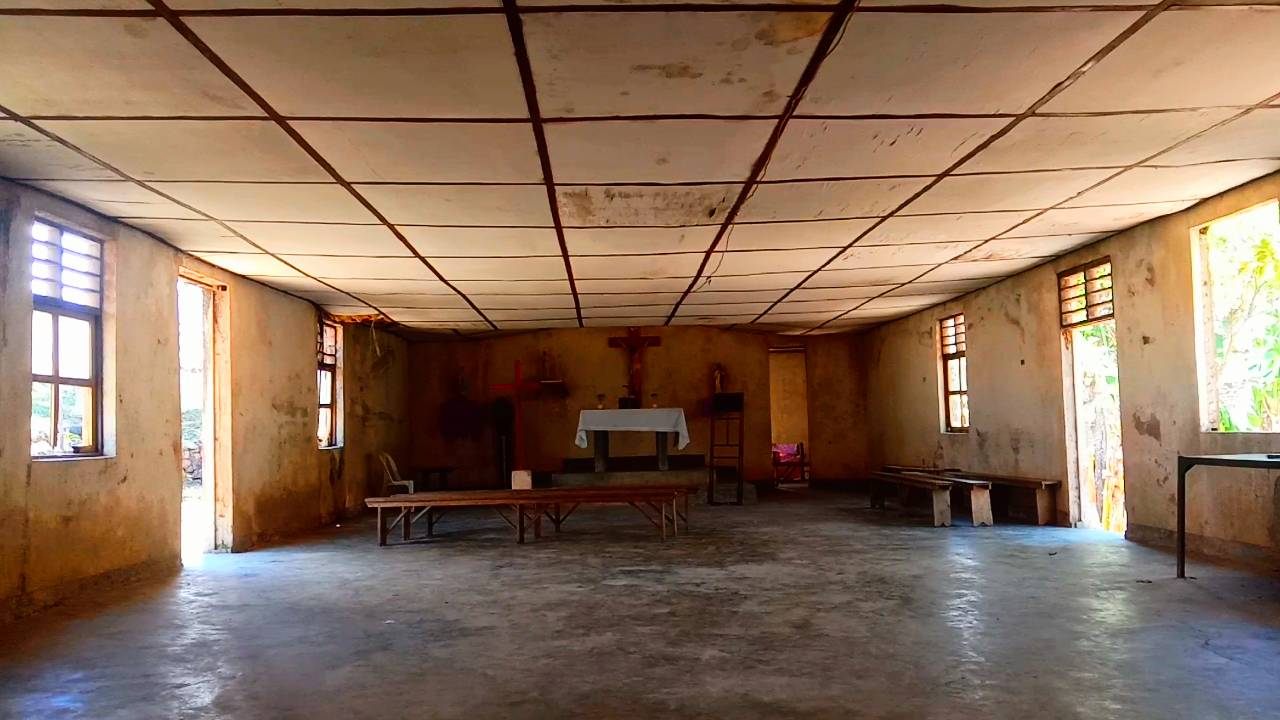
In der Kapelle

Tunero ist der Hauptort des Sucos mit dem Sitz des Sucos, der Kapelle Nossa Senhora de Fátima und der Grundschule Beabenas Ilat-Laun. Der Friedhof Tunero befindet sich im Süden des Ortes.